# ラウリ・ヨーネン

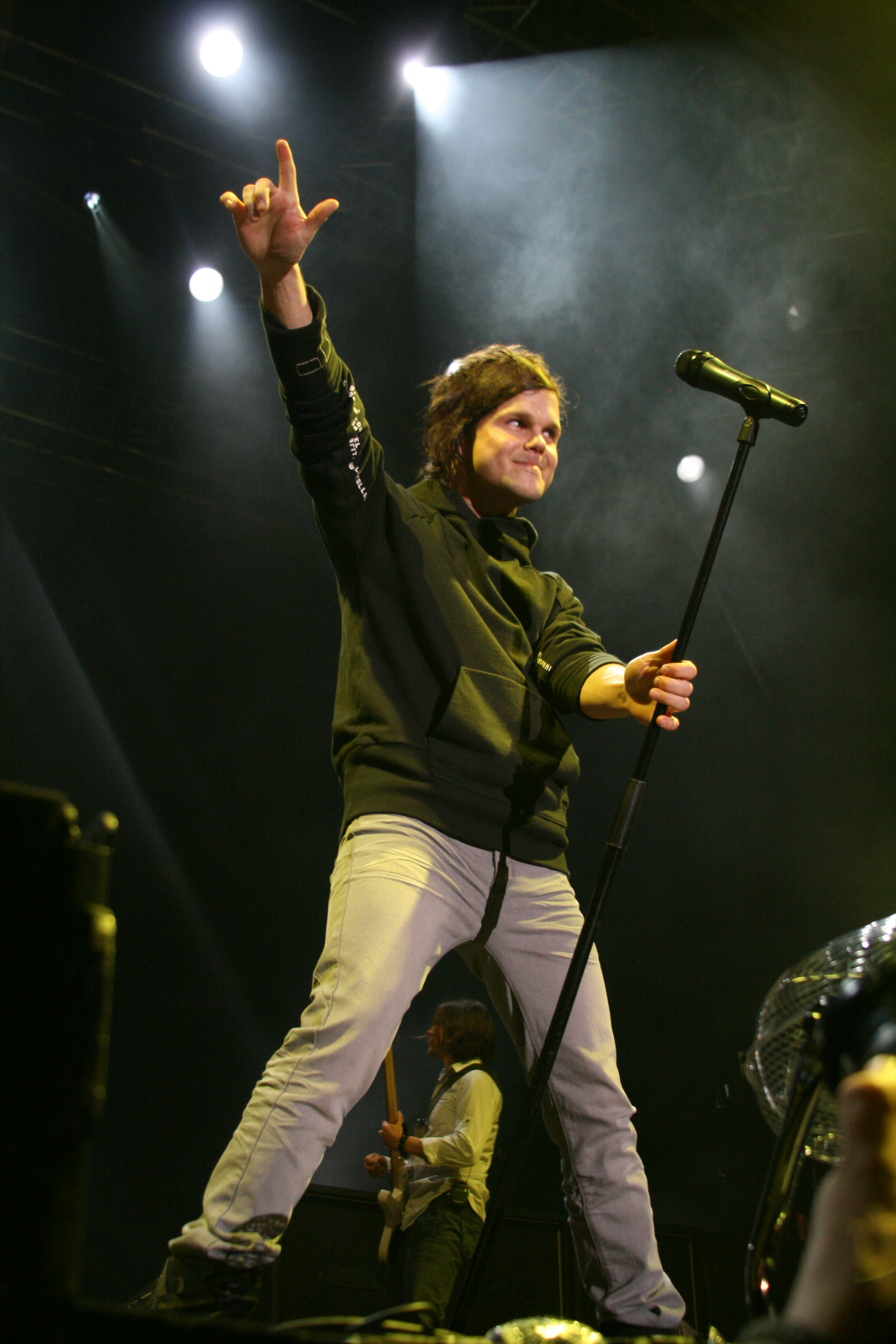
ラウリ・ヨーネン

ラウリ・ヨーネン（Lauri Ylönen、1979年4月23日-）は、フィンランド・ヘルシンキ出身の歌手。ザ・ラスマスのボーカル。

## 来歴
ヨーネンは5歳の頃からピアノを習い始め、その後ギターやドラムを習う。ヨーネンは2008年に父となった。趣味はサーフィン、ボート、BMX。
ヨーネンは2011年3月30日にアルバム『New Worldin』でソロデビューを果たしている。
2022年にデズモンド・チャイルドと共に作詞・作曲した『Jezebel』をもって、ザ・ラスマスの一員として2022年ユーロビジョン・ソング・コンテストに出場した。